# Mardaret
Le Mardaret (ou Marderet) est un ruisseau français du Massif central dans le département du Cantal, affluent du Marilhou et sous-affluent de la Dordogne par la Sumène.

## Géographie
Le Mardaret prend sa source dans le Parc naturel régional des Volcans d'Auvergne, dans le Cantal vers 1 050 m d’altitude, sur la commune de Trizac, trois kilomètres à l’est du bourg, sur le plateau de Trizac.
Il rejoint le Marilhou en rive droite, trois kilomètres au sud-ouest de Sauvat.
Long de 14 km,, le Mardaret a un bassin versant qui s'étend sur 34 km2.

### Communes traversées
De sa source jusqu'à sa confluence avec le Marilhou, le Mardaret arrose quatre communes, :
- Trizac (source),
- Le Monteil,
- Auzers,
- Sauvat (confluence).

## Nature et patrimoine
Le Marderet, comme plusieurs autres cours d’eau du bassin versant de la Sumène, est répertorié dans le Réseau Natura 2000 comme site très important pour la conservation de la loutre (Lutra lutra).